# Rhipsalis sulcata
Ne doit pas être confondu avec Rhipsalidopsis.
Espèce
Statut de conservation UICN

 DD  : Données insuffisantes
Statut CITES
Rhipsalis sulcata est le nom d'une espèce de plante épiphyte et succulente, endémique d'Amérique du Sud, et appartenant à la famille des cactus et du genre Rhipsalis (qui comprend environ 60 espèces et de nombreuses sous-espèces).
Elle n'est pas classée espèce menacée ou vulnérable par l'UICN, faute de données, mais comme la plupart des Rhipsalis elle est  menacée par la régression, dégradation, fragmentation ou disparition de son habitat (forêt tropicale humide).

## Étymologie
Le nom de genre vient d'un mot grec signifiant souple ou jonc tressé, en référence à l'apparence des plantes.

## Origine, aire de répartition, habitat
Dans la nature, cette espèce est rare ou devenue rare. À l'état sauvage, c'est une espèce endémique de certaines forêts tropicales de l'état d'Espírito Santo au Brésil.

## Description
Chaque segment (articles) de la tige est côtelé et plus épais et plus long que chez la plupart des autres cactées de ce genre.

La fleur est blanche.

## Statut, menace
La principale menace qui pèse sur l'espèce est la destruction de son habitat (déforestation)